# Brachystoma robertsonii
Brachystoma robertsonii är en tvåvingeart som beskrevs av Daniel William Coquillett 1895. Brachystoma robertsonii ingår i släktet Brachystoma och familjen Brachystomatidae. Inga underarter finns listade i Catalogue of Life.